# (186844) 2004 GA1
(186844) 2004 GA1  es un asteroide Apolo, perteneciente a la categoría de objetos cercanos, descubierto el 11 de abril de 2004 por John Broughton desde el Observatorio de Reedy Creek, en Australia.

## Designación y nombre
Designado provisionalmente como 2004 GA1.

## Características orbitales
2004 GA1 orbita a una distancia media del Sol de 2,4306 ua, pudiendo acercarse hasta 0,7964 ua y alejarse hasta 4,0649 ua. Tiene una excentricidad de 0,6723 y una inclinación orbital de 7,7762° grados. Emplea en completar una órbita alrededor del Sol 1384 días.

## Características físicas
Su magnitud absoluta es 17,4.